# Polygala persicariifolia
Polygala persicariifolia är en jungfrulinsväxtart som beskrevs av Dc.. Polygala persicariifolia ingår i släktet jungfrulinssläktet, och familjen jungfrulinsväxter. Inga underarter finns listade i Catalogue of Life.